# Ulomyia canisquamata
Ulomyia canisquamata és una espècie d'insecte dípter pertanyent a la família dels psicòdids que es troba a Àsia: la prefectura de Tokushima a l'illa de Shikoku (el Japó).